# TBC1D28
TBC1D28 (англ. TBC1 domain family member 28) – білок, який кодується однойменним геном, розташованим у людей на 17-й хромосомі. Довжина поліпептидного ланцюга білка становить 210 амінокислот, а молекулярна маса — 24 072.
| 10         |  | 20         |  | 30         |  | 40         |  | 50         |
| ---------- |  | ---------- |  | ---------- |  | ---------- |  | ---------- |
| MEMDEDPDNL |  | PAQGQGNIII |  | TKYEQGHRAG |  | AAVDLGHEQV |  | DVRKYTNNLG |
| IVHEMELPRV |  | SALEVKQRRK |  | ESKRTNKWQK |  | MLADWTKYRS |  | TKKLSQRVCK |
| VIPLAVRGRA |  | LSLLLDIDKI |  | KSQNPGKYKV |  | MKEKGKRSSR |  | IIHCIQLDVS |
| HTLQKHMMFI |  | QRFGVKQQEL |  | CDILVAYSAY |  | NPVSIPGQRY |  | SWYLCPYSQA |
| WVSLGGVATS |  |            |  |            |  |            |  |            |

A: Аланін

C: Цистеїн

D: Аспарагінова кислота

E: Глутамінова кислота

F: Фенілаланін

G: Гліцин

H: Гістидин

I: Ізолейцин

K: Лізин

L: Лейцин

M: Метіонін

N: Аспарагін

P: Пролін

Q: Глутамін

R: Аргінін

S: Серин

T: Треонін

V: Валін

W: Триптофан